# Alfonso Daniel Rodríguez Castelao
Alfonso Daniel Manuel Rodríguez Castelao (Rianxo, Galícia, 30 de gener de 1886 - Buenos Aires, Argentina, 7 de gener de 1950) va ser un important polític, escriptor, pintor i dibuixant gallec. És un dels pares del nacionalisme gallec. Va estudiar medicina, però confessava: «Fíxenme médico por amor a meu pai; non exerzo a profesión por amor á humanidade» (traducció: Em vaig fer metge per amor al meu pare; no exercisc la professió per amor a la humanitat).

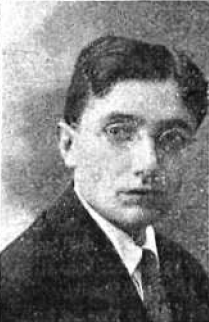
Castelao el 1912

## Biografia
Fill de Joaquina Castelao Genme i de Manuel Rodríguez Dios un mariner especialitzat en a fabricació de veles. Manuel va emigrar a l'Argentina als tres mesos del naixement de Daniel, i en el transcurs del 1895 Joaquina va emigrar també, duent el petit Alfonso, per a anar a viure amb el seu marit a Bernasconi, a la Pampa. Allí va residir fins a 1900 i, segons conta el mateix Castelao, hi va descobrir el valor de la caricatura llegint el setmanari Caras y Caretas. Va estudiar medicina a la Universitat de Santiago de Compostel·la. Durant els seus anys a la universitat brolla el seu interès per al dibuix i la pintura i especialment per a la caricatura. El 1908 va exposar els seus dibuixos a Madrid i comença a col·laborar amb la revista Vida Gallega. Entre 1909 i 1910 fa un curs de doctorat a Madrid, participa en la III Exposició Nacional d'Humoristes i col·labora com il·lustrador amb El Cuento Semanal. El 1910 s'especialitza a Santiago en obstetrícia i en acabar s'instal·la al seu poble natal de Rianxo. Durant aquest període va col·laborar, al costat de l'escriptor Eduardo Dieste, en la fundació del setmanari El Barbero Municipal (1910-1914), on va atacar el règim caciquil gallec. Va ingressar en la vida política local dintre del Partit Conservador local en una línia maurista.
Dona la seva primera conferència al març de 1911, a Vigo, on parla sobre la caricatura. Al llarg dels anys següents realitza exposicions de les seves caricatures en diverses ciutats gallegues. El 1912 es va adherir al moviment Acción Gallega i el 19 d'octubre del mateix any es va casar amb Virxinia Pereira. Durant aquesta època va col·laborar en múltiples publicacions periòdiques, com El Liberal, El Gran Bufón, La Ilustración Gallega y Asturiana, Mi Tierra, Suevia, La Voz de Galicia de Buenos Aires, el que va ajudar a popularitzar les seves caricatures. Un despreniment de retina el deixa cec l'any 1914, però una operació li retorna la vista. El 1915 va participar en l'Exposició de Belles Arts de Madrid, en la qual obté grans elogis de la crítica. El 1916 obté per oposició una plaça a la delegació de Pontevedra de l'Institut Geogràfic Estadístic i en aquest any va ser un dels fundadors de l'agrupació local de les Irmandades da Fala. El 1918 va començar a col·laborar amb el periòdic madrileny El Sol.
Amb Vicente Risco, Ramón Otero Pedrayo i altres va fundar la revista Nós («Nosaltres»), al voltant de la qual va brollar la vida política i cultural de Galícia entre 1920 i 1936. El gener de 1921, gràcies a una beca de la Junta d'Ampliació d'Estudis, va viatjar a França, Bèlgica i Alemanya per a estudiar-hi l'art local. Fruit d'aquest viatge va ser el diari que va escriure i que va publicar parcialment a la revista Nós i que va aparèixer com a llibre el 1977 amb el títol de Diari 1921. El 1926 va ser nomenat acadèmic de nombre de la Real Academia Gallega. El 3 de gener de 1928 mor el seu fill Alfonso, als 14 anys, i en aquest any va marxar a Bretanya amb la seva dona en viatge d'estudis per a estudiar els creuers bretons que va materialitzar al llibre As Creus de Pedra na Bretaña («Les Creus de Pedra en la Bretanya») al maig de 1930. També va quedar profundament afectat per la mort d'Antón Losada Diéguez el 15 d'octubre de 1929.
El 1931 va resultar elegit diputat galleguista independent per a les Corts Constituents de la Segona República i va participar en la constitució del Partit Galleguista. Membre de la Real Academia Galega des de 1933, va ser confinat a Badajoz al novembre de 1934. Durant la seva estada a Extremadura va escriure per a la revista A Nosa Terra una sèrie d'articles amb el títol de «Verbas de chumbo» («Paraules de plom») que posteriorment integraria en la sèrie d'assajos Sempre en Galiza (1944). El 6 de setembre de 1935 es va posar fi al seu bandejament després de les gestions del nou ministre de Governació, el seu amic Manuel Portela Valladares. El 1936 va ser escollit de nou diputat per la candidatura del Front Popular. Va prendre part de manera destacada en la campanya pel sí a l'Estatut d'Autonomia de Galícia, que va ser aprovat en plebiscit el juny de 1936. La insurrecció militar de Franco que va donar origen a la Guerra Civil el va sorprendre a Madrid, i s'instal·là a València a la fi de 1936 i posteriorment a Barcelona. L'any 1938 es va exiliar a Nova York i va participar en la campanya de les eleccions al Centre Gallec de l'Havana i, finalment, al juliol de 1940 va marxar a Buenos Aires. Va ser el màxim impulsor del Consello de Galicia, creat el 1944 a Montevideo, que pretenia agrupar als diputats gallecs a l'exili, i que va constituir com a representant de Galícia entre les institucions republicanes a l'exili. Va ser president del Consell fins a la seva mort. Va ser ministre sense cartera del govern republicà a l'exili presidit per José Giral (1946-1947) i s'establí a París, ciutat on va viure fins a agost de 1947, any en què s'instal·laria definitivament a Buenos Aires, on va morir l'any 1950.

## Obres
Les més destacades ordenades per data de publicació.
- Cego da romería (1913)
- Un ollo de vidro. Memorias dun esquelete (1922)
- As cruces de pedra na Galiza
- Cousas (1926, 1929)
- Cincoenta homes por dez reás (1930)
- Os dous de sempre (1934)
- Retrincos (1934)
- Galicia Mártir (1937)
- Atila en Galicia (1937)
- Milicianos (1938)
- Sempre en Galiza (1944)
- Os vellos non deben de namorarse (obra teatral representada el 1941, publicada el 1953)